# Tropiometra macrodiscus
Tropiometra macrodiscus is een haarster uit de familie Tropiometridae.
De wetenschappelijke naam van de soort werd in 1895 gepubliceerd door Hara.